# Fantasticherie di un passeggiatore solitario
Fantasticherie di un passeggiatore solitario è un film fantastico del 2015 diretto da Paolo Gaudio, il cui titolo si ispira a Le fantasticherie del passeggiatore solitario, un'opera incompiuta di Jean-Jacques Rousseau. Il film è un raro esempio italiano di tecnica mista: riprese dal vivo e animazione a passo uno. È stato girato tra il 2010 e il 2012, ma distribuito solo nel 2015.

## Trama
Tre personaggi di tre epoche diverse vengono uniti da un sogno di libertà e da un piccolo capolavoro di letteratura. Un viaggio misterioso e senza tempo attraverso le aspirazioni, le sofferenze e le “fantasticherie” di un poeta, di un giovane studente e di un bambino sperduto nel bosco.
Jean Jacques Renou (Luca Lionello) è uno scrittore che vive nel 1876, in un piccolo e squallido seminterrato. Povero e vecchio inizia a scrivere Fantasticherie di un passeggiatore solitario, un romanzo di formazione che è anche un ricettario fantastico. 
Theo (Lorenzo Monaco) è un giovane laureando in filosofia dei nostri tempi, da sempre intrappolato tra le vicende opprimenti della propria famiglia e la sua bizzarra passione per i libri incompiuti, non ultimo quello di un certo Renou. Totalmente rapito dal romanzo, Theo giunge all’inattesa conclusione di voler realizzare la “Fantasticheria n° 23”: l’ultima “ricetta” scritta dal poeta che conduce in un luogo straordinario noto come Vacuitas.
Infine, la storia di un bambino smarrito in un bosco senza tempo: il protagonista di quel libro che Renou sta scrivendo e che Theo sta leggendo con tanto trasporto...

## Distribuzione
Il film è uscito nelle sale italiane il 26 novembre 2015 e a marzo 2017 in home video per CG Entertainment con un'edizione DVD e booklet, che racchiude alcune storie inedite che il regista non ha inserito all'interno del film e la riproduzione delle opere della mostra ispirata al film, realizzata in occasione dell’uscita in sala.

## Riconoscimenti
- 2014
  - La Samain du Cinéma Fantastique, Nizza, Grand Prix du Festival[5]
- 2015
  - Fantafestival, Roma, premio Mario Bava per la Migliore Opera Prima[6]
  - Boston Science Fiction Film Festival, Boston, Best World Film[7]
  - Fantastic Cinema, Little Rock, Audience Award[8]
  - TOHorror Film Fest, Torino, Miglior Film e Premio speciale Antonio Margheriti[9]
  - FKM – Festival de cinema fantástico da Coruña, La Coruña, Migliori effetti speciali e Miglior colonna sonora a Sandro Di Stefano[10]
  - Premio Cinearti La chioma di Berenice per la miglior colonna sonora a Sandro Di Stefano
- 2016
  - Latronico Horror - Festival Internazionale del Cinema di Genere, Latronico, Premio al Miglior Film[11]
  - Inventa un Film - Festival Internazionale di Lenola, Lenola, Marchio di qualità "Oro Invisibile" e premio per la Miglior Fotografia[12]
  - CineFantasy - Festival Internacional de Cinema Fantastico, San Paolo, Audience Choice Award[11]
- 2017
  - MedFF Mediterranean Film Festival, Siracusa, Premio alla Miglior Animazione[11]